# Sigrid Storråda

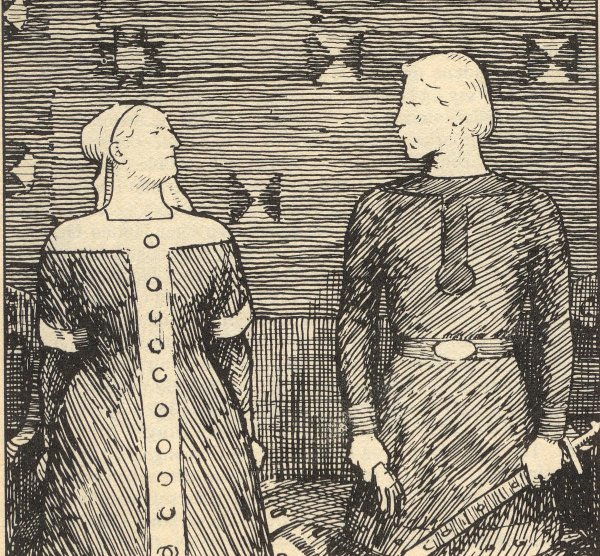
Sigrid Storråda och Olaf Tryggvasson som de framställdes 1899 av Erik Werenskiold för en norsk översättning av Heimskringla.

Sigrid Storråda är en historiskt omtvistad drottning (först i Sverige, sedan i Danmark) som ska ha varit gift med Erik Segersäll och, efter Eriks död, omgift med Sven Tveskägg. Hon ska enligt isländska berättelser ha varit dotter till en västgötsk storman vid namn Skoglar-Toste. Det mesta kring hennes person är oklart eftersom Eriks gemål i andra källor kallas "Gunhild" eller sägs ha varit polsk prinsessa. Sigrid kan följaktligen ha varit samma person som Swiatoslawa av Polen.

## Sigrid Storråda enligt de isländska sagorna
Enligt sagorna fick Sigrid sönerna Olof och Emund med sin förste make, den svenske kungen Erik Segersäll. Erik Segersäll skilde sig dock från henne, vilket sagorna ger olika förklaringar till, och satte henne i stället att styra över Gautland (Västergötland) tillsammans med Emunde. Som härskarinna över Västergötland var hon eftertraktad av flera småkungar som önskade gifta sig med henne. Två av dessa friare var så efterhängsna att hon till slut lät bränna dem inne, nämligen Opplänningakungen Harald Grenske (far till Olof den helige) och östervägskungen Vissivald (troligen en rysk prins Vsevolod). Med detta ville hon troligen markera att hon som drottning försvarade sitt rike och visa att småkungarna gjorde säkrast i att hålla sig borta från hennes mark. Hon fick tillnamnet Storråda (på engelska kallas hon the Haughty – den högmodiga). En kung som hon dock inte hade något emot att gifta sig med var Norges Olav Tryggvason. Men bröllopsplanerna fick ett abrupt slut i Kungahälla när det visade sig att Olav krävde att Sigrid skulle lämna sin tro och bli kristen. Sigrid förklarade att hon vägrade detta. Olav Tryggvason blev då så ilsken att han slog henne i ansiktet och sa att han inte tänkte gifta sig med en hundhedning. Efter denna oförrätt blev Sigrid Storråda en bitter fiende till Olav Tryggvason. Hon gifte om sig med Danmarks kung Sven Tveskägg och hetsade honom och sonen Olof Skötkonung, som nu var svensk kung, att gå i krig mot Olav Tryggvason. Detta skedde också och resulterade i den norske kungens död i slaget vid Svolder år 1000. Snorre nämner dock även en prinsessa Gunhild av Venden som Sven Tveskägg ska ha haft sönerna Harald och Knut med.
Med Sven Tveskägg fick Sigrid dottern Estrid som blev mor till den danske kungen Sven Estridsson vars ätt skulle regera Danmark fram till 1074.

### Källkritik
Historikern Lauritz Weibull som var representant för en skola som bedrev källkritik hävdade i början av 1900-talet att Sigrid Storråda var en helt påhittad person, och denna syn blev snart den etablerade uppfattningen. Den weibullska källkritiken gick ut på att de isländska sagorna och Saxo Grammaticus danska historia som skrevs ned på 1100- och 1200-talet måste anses vara helt opålitliga, medan de äldre uppgifterna från Adam av Bremen, vars verk skrevs ned omkring 1075, kunde betraktas som mer trovärdiga. De förstnämnda källorna hade uppgifter om Sigrid Storråda, medan Adam av Bremen hävdade att Olof Skötkonung och hans danske kollega Knut den store var söner till en icke namngiven vendisk prinsessa. Thietmar av Merseburg, som var samtida med denna drottning, skrev också att hon var en slavisk prinsessa. Inga av dessa nämnde dock prinsessan vid namn. Namnet Sigrid förklarades då av de källkritiska forskarna vara en förvanskning av det polska namnet Świętosława.
En möjlig förklaring till att det finns två varianter av den kvinna som både Erik Segersäll och Sven Tveskägg var gifta med är att Sven Tveskägg var gift två gånger och att Adam av Bremen inte kände till detta, vilket gav upphov till missuppfattningen att Knut den store och Olof Skötkonung var halvbröder. Thietmar av Merseburg, som också omtalar den vendiska prinsessan, nämnde inte att hon tidigare skulle ha varit gift med den svenske kungen, vilket han rimligen borde ha gjort om så varit fallet. Att de danska kungarnas egendomar i Sverige kallades för "Syghridslef" (Sigrids arvegods) har också åberopats som argument för att Sigrid var en verklig person.